# Yu-Gi-Oh! 5D’s
Yu-Gi-Oh! 5D’s (jap. 遊☆戯☆王5D's Yūgiō Faibu Dīzu) – spin-off i sequel oryginalnego anime Yu-Gi-Oh! Duel Monsters i Yu-Gi-Oh! GX. Był emitowany w Japonii na kanale TV Tokyo w od 6 Kwietnia 2008 r. do 30 marca 2011 roku i jest sequelem serii Yu-Gi-Oh! GX, a zarazem prequelem do Yu-Gi-Oh! ZEXAL. Yu-Gi-Oh! 5D’s opowiada o losach Yusei'a Fudo, młodego gracza a zarazem mechanika. Ze względu na prośby o wyemitowanie serii „Yu-Gi-Oh! ZEXAL”, serię tę w dubbingu ograniczono do 123 zdubbingowanych odcinków, więc jest to druga seria (pierwszą było YGO GX), która nie została w pełni zdubbingowana. Na podstawie serialu powstały gry na Nintendo DS: „Yu-Gi-Oh! 5D’s: Stardust Accelerator”, „Reverse of Arcadia” i „Over the Nexus”. Podobnie jak w poprzednich sezonach, 4Kids ciężko zmodyfikowało tę serię. Sezon ten wprowadza do karcianki YGO nowy rodzaj przywołania: przywołanie synchroniczne.

## Fabuła

### Seria 1: Walki Pucharu Fortuny
Odcinki 1–13
Yusei Fudo, wytrawny gracz i mechanik z Satellite w końcu decyduje się udać do Nowego Miasta Domino, by odzyskać Smoka Gwiezdnego Pyłu, którego Jack Atlas, obecnie Król Turbo Walk go posiada. W tym celu używa swojego ścigacza, by przedostać się Rurociągiem do miasta, lecz kiedy dochodzi do konfrontacji dwóch graczy, tajemniczy czerwony smok się pojawia, w wyniku czego walka nie zostaje rozstrzygnięta. Yusei zostaje aresztowany przez Sektor Ochrony za przedostanie się do Miasta Domino bez zezwolenia i ląduje w Placówce, gdzie poznaje dawnego pro-gracza, Tannera oraz starego człowieka Yanagi, który ujawnia Yusei'owi historię o „Szkarłatnym Smoku” i o „Signerach”. W końcu toczy pojedynek z szefem Placówki i wygrywa, tym samym uwalniając wszystkich więźniów. Podczas próby odzyskania swojego Ścigacza dowiaduje się o bolącej przeszłości Blistera i dzięki walce z Trudge'm pomaga mu naprawić więź z przyjaciółmi. Yusei wygrywa pojedynek, lecz potem traci przytomność, i zostaje zabrany przez Leo i Lunę do ich mieszkania (W angielskiej wersji w wyniku wypadku Yusei ma amnezję, a Leo decyduje się walczyć z nim, by przywrócić mu pamięć).
Odcinki 14–26
Yusei dowiaduje się od Lazara, asystenta Dyrektora Goodwina, że musi wziąć udział w turnieju Pucharu Fortuny, jeśli chce znów zobaczyć swoich przyjaciół. Nie mając innego wyboru, Yusei przystępuje do turnieju, gdzie poznaje między innymi Greigera, gracza którego wioska znikła przez eksperyment z Szkarłatnym Smokiem oraz tajemniczą Akizę Izinski, która okazuje się być Czarną Różą, zamaskowanym graczem zdolnym wywoływać prawdziwy ból u przeciwników. Nikt nie wie, iż ten turniej jest w rzeczywistości przykrywką, a tak naprawdę Goodwin planuje odnaleźć wszystkich Signerów. Po porażce innych przeciwników Yusei dowiaduje się więcej o Akizie: była ona uczennicą w Akademii Walk, lecz była odrzucana przez wszystkich ze względu na jej moce (uważała ona że to przez Znamię Szkarłatnego Smoka jest samotna), przez co stworzyła swoją mroczną stronę. Yusei walczy z nią i wygrywa, dochodząc do finałowego starcia z Jackiem. Na prośbę Jacka, Goodwin uwalnia Rally'ego i resztę z uwięzi, a Yusei i Jack toczą pojedynek o tytuł Króla Turbo Walk. Podczas starcia dwóch asów graczy pojawia się ponownie Szkarłatny Smok, który pokazuje Signerom wizję zniszczonego Satellite (później okazało się, że to wynik działań Mrocznych Signerów oraz „Earthbound Immortals”). Yusei Fudo w końcu pokonuje Jacka i zostaje nowym Królem Turbo Walk, choć jego myśli krążą wokół wizji, której doświadczył.

### Seria 2: Earthbound Immortal
Odcinki 27-42
Po finale Pucharu Fortuny, Yusei, Leo i Luna wraz z Blisterem i Tannerem dowiadują się od Yanagiego więcej o Signerach oraz o Szkarłatnym Smoku. W nocy Yusei staje do walki z graczem noszącym Znamię Pająka, i mimo Mrocznego Synchro-Potwora udaje mu się z nim wygrać. Tymczasem Jack po porażce z Yuseiem odpoczywa w szpitalu, lecz potem dzięki dziennikarce Carly przenosi się do jej domu, by ukryć swoją porażkę. Podczas pobytu z nią Jack zdaje sobie sprawę, że skrzywdził swoich przyjaciół swoim zachowaniem i za jej namową decyduje się iść własną ścieżką. Tymczasem Yusei rozmawia z Goodwinem i dowiaduje się, iż 5000 lat temu miała miejsce bitwa między Szkarłatnym Smokiem a Earthbound Immortals (Nieśmiertelnymi Wiązami Ziemi) oraz odkrywa że Zero Reverse stało się kluczme do otwarcia bram do Ciemności, a Satellite stanie się polem bitwy dwóch potężnych mocy. W końcu wraca do Satellite, gdzie spotyka swojego kumpla Crowa. Potem jednak spotyka dawnego przyjaciela, Kalina Kesslera, który stał się Mrocznym Signerem i przegrywa z nim pojedynek (choć udaje mu się z tego wyjść żywy, gdyż jego ścigacz się rozwalił przed przegraną). Tymczasem nad Nowym Domino City zbierają się czarne chmury, a Carly oraz Misty stają się też Mrocznymi Signerami, tym samym poszerzając chaos. Akiza przegrywa walkę z Yuseiem i decyduje się walczyć z nim przeciwko Mrocznym Signerom.
Odcinki 43–64
Zespół Signerów wraca do Satellite, gdzie od razu spotykają Misty, Carly, Devacka, Kalina oraz ich lidera, Romana, który okazuje się być też starszym bratem Rexa Goodwina. Dowiadując się, że przed powstaniem Króla Ciemności mogą pomóc zapieczętowanie czterech jednostek Starego Reaktora Ener-D. Tak więc decydują się rozdzielić, by szybciej wykonać zadanie. Leo, dzięki pomocy Luny udaje mu się pokonać Devacka i odzyskać Starożytnego Baśniowego Smoka, a Roman zmienia Greigera w kolejnego Mrocznego Signera. Crow wówczas toczy z nim pojedynek, podczas którego Greiger odkrywa prawdę o swoich ludziach: okazuje się, że to nie Szkarłatny Smok odpowiadał za zniknięcie wioski, a Earthbonud Immortal Chacu Challhua. W końcu przegrywa pojedynek, przy tym ginąc (gdyż Mroczni Signerzy są tak naprawdę duszami zmarłych, którzy sprzedali swoją duszę złu, by się zemścić). Tymczasem Yusei toczy walkę z Kalinem, podczas której przeprasza Kalina za to, co się stało dwa lata temu i wygrywa pojedynek kosztem życia swojego przyjaciela; zaś Jack też pokonuje Carly, choć nie był z tego zadowolony. Niestety, pomimo zwycięstwa Akizy, nie udaje się zapieczętować ostatniej jednostki, a Król Ciemności powstaje ze Starego Reaktora. Wtedy Szkarłatny Smok teleportuje Signerów do posiadłości Goodwina, gdzie gospodarz ujawnia prawdziwy cel: zdobycie mocy Światła i Ciemności oraz zniszczenie świata i odbudowanie go na swoje podobieństwo. Yusei, Jack i Crow toczą ostateczny pojedynek, podczas którego Crow otrzymuje stare Znamię Yuseia, a zaś Yusei otrzymuje Znamię Głowy Szkarłatnego Smoka i wygrywa pojedynek, tym samym pokonując Króla Ciemności.

### Seria 3: Droga do Przeznaczenia
Odcinki 65-78
Mija pół roku od czasu wojny Signerów, a Satellite i Nowe Domino City znów zostały złączone. Jednakże pojawia się nowe zagrożenie: tajemniczy gracz „Duch” powoduje chaos dzięki potężnej karcie Meklorda, która posiada unikalną zdolność absorpcji Synchro-Potworów. Yusei'owi udaje się pokonać przeciwnika, który okazał się być robotem. Podczas kolejnych wzlotów i upadków Yusei i Akiza zostają wciągnięci w walkę z Sherry LeBlanc, kobietą-Turbo Graczem, której rodzina została zabita (porwana w dubbingu) przez tajemniczą grupę zwaną „Yliaster”. Akiza staje zafascynowana Turbo-Walkami i decyduje się stać jedną z Turbo-Graczy. Tymczasem Yusei powoli popada w wątpienie czy uda mu się pokonać Meklorda Wisela Nieskończości, kiedy nagle tajemniczy gracz „Vizor” wyzywa Yuseia na Turbo-Walkę, podczas której pokazuje mu zaawansowaną formę Synchro-Przyzwania: Accel Sycnhro. Yusei decyduje trenować, by lepiej przygotować się na starcie. Tymczasem sprawy miewają się gorzej, zwłaszcza kiedy członek Yliasterów, Lester, pokonuje Leo i Lunę dzięki innemu Meklordowi Skiel Nieskończoności; co więcej, wszystkie ślady o jego istnieniu zostają wymazane ze wspomnień kolegów z Akademii.
Odcinki 79–92
Yusei powoli zaczyna sobie zdawać sprawę, że to Yliasterzy są odpowiedzialni za wszystko i planują użyć Światowych Wyścigów Grand Prix jako głównego celu. Tymczasem poznaje Bruno, człowieka z amnezją, lecz z zaskakującymi zdolnościami mechaniki. Wspólnie tworzą nowy program, który zostaje zabrany przez Lazara na polecenie nowych Dyrektorów: Jakoba, Primo i Lestera, lecz zostaje przez nich oszukany i ucieka. Jakiś czas później Yusei otrzymuje list od Barbary o sytuacji „przyjaciela” w Crash Town. Signer przyjeżdża do miasteczka na pustyni i odkrywa, że tym przyjacielem jest Kalin – obecnie poszukujący śmierci gracz pracujący dla Radleya. Nie mogąc pozwolić Kalinowi na taki krok, Yusei wchodzi w szeregi gangu Malcolma i pokonuje Kalina, lecz potem zostaje oszukany przez niego oraz Barbarę, która jest jego żoną i zostaje zabrany do kopalni. Tam Kalin Kessler przez poświęcenie ojca dwóch młodych dzieci decyduje wspólnie walczyć z Yuseiem, by wyzwolić Crash Town spod jarzma brata Malcolma, Lawtona. Ostateczny pojedynek zostaje przerwany przez oszustwo Barbary, lecz Jack i Crow z Sektorem Ochrony pojawiają się w samą porę i wyzwalają miasto (w oryginalnej wersji Kalin postanawia zakończyć walkę z Lawtonem i go pokonuje).

### Seria 4: Światowe Wyścigi Grand Prix
Odcinki 93–110
Odcinki 111–122
Odcinki 123-134

### Seria 5: Walka o Przyszłość
Odcinki 135-145
Odcinki 146-154

## Postacie

### Protagoniści
- Yusei Fudo – główny protagonista całej serii 5D's, młody człowiek, który dorastał w Satellicie. Kiedy udał się do Neo Domino City, by odzyskać Stardust Dragon'a, którego Jack ukradł 2 lata temu, odkrył iż jest jednym z Signerów noszących Znamię Karmazynowego Smoka. Pierwotnie nosił Znamię Ogona, lecz krótko przed zakończeniem walki z Rexem Godwinem jego pierwsze znamię zostało zastąpione Znamieniem Głowy Szkarłatnego Smoka. Jest chłodnym i cichym graczem, wierzy, że każda karta nie jest bezużyteczna. Ceni swoich przyjaciół ponad wszystko i jest gotów się poświęcić dla nich. Po ostatecznej walce z Yliasterami, Yusei postanawia zostać w Neo Domino City jako badacz. Yusei dysponuje kartami archetypu „Junk”, potworami często wyglądającymi jak roboty. Jego strategia często polega na przyzywaniu potwórów z niższego poziomu, by mógł dokonać Synchro Przyzwania potężniejszych potworów, z czego najbardziej zaufanym jest Junk Warrior. Jego atutową kartą jest Smok Gwiezdnego Pyłu, którego Jack ukradł 2 lata temu przed rozpoczęciem serii. Wraz z rozwinięciem akcji Yusei zdobywa też Majestatycznego Gwiezdnego Smoka (dzięki karcie „Majestatycznego Smoka”, potem Smoka Spadającej Gwiazdy (dzięki Z-ONE'a i „Czystego Umysłu”), a w ostatecznej konfrontacji z Z-ONE'm przywołuje Smoka Spadającego Kwazaru (za pomocą użycia 4 Smoków Signerów i Smoka Strumienia Życia jako synchro-Materiałów, oraz mocy Szkarłatnego Smoka). Według Z-ONE'a, Yusei z przyszłości posiadał Kosmicznego Smoka Blazaru.
- Jack Atlas – „antybohater” i były Król Turbo Walk. Był najlepszym przyjacielem Yuseia do czasu gdy ukradł jego Smoka Gwiezdnego Pyłu oraz Ścigacz Walk, by udać się do Nowego Domino City. Początkowo był okrutnym arogantem, który chciał wygrać za wszelką cenę. Lecz dzięki Carly, która go zrozumiała i przekonała go, by przeprosił swoich przyjaciół, stał się dobrą osobą, choć wciąż utrzymuje chłody charakter. Na domiar złego często żre się z Crowem. Jako Signer nosił Znamię Skrzydeł Szkarłatnego Smoka. Często jest tytułowany „Mistrzem Prędkości”. Po ostatecznej walce z Yliasterami, Jack wyrusza w świat, chcąc ponownie zdobyć tytuł Króla Turbo Walk. Jak przystało na Jacka, często gra talią kart opierając się na przełamaniu obrony przeciwnika i zaatakowaniu go z pełną mocą. Jego głównym asem jest Czerwony Szatański Smok, a potem podczas walk z Mrocznymi Signerami zdobywa Majestatycznego Czerwonego Smoka. W odcinkach niewyemitowanych w innych krajach Jack podczas konfrontacji z „Czerwoną Novą” budzi w sobie „Płomiennego Ducha”, dzięki czemu jest w stanie przyzwać ewolucyjną formę swojego asa, Czerwonego Smoka Nova, którego moc wzrasta za każdego Tunera na Cmentarzu.
- Aki Izayoi – żeńska protagonistka, choć w pierwszej serii była antagonistką. Na początku jest pokazana jako chłodna i okrutna sadomasochistyczna dziewczyna. Ze względu na swoje moce (które podarował jej Karmazynowy Smok) była odrzucana przez wszystkich, przez co stała się Czarną Różą, graczem zdolnym zmaterializować dowolną kartę w realistycznym świecie. W przeszłości Sayer wziął ją pod swoje skrzydła do Arcadia Movement, gdzie byli gracze z „Psychicznymi Zdolnościami”, choć tak naprawdę Sayer chciał użyć ich zdolności, by stać się największą potęgą. Po walce z Yuseiem zdaje sobie sprawę, że był on jedyną osobą, która nie traktowała Aki jako wyrzutka, a przyjaciela. Po dołączeniu do walki z Mrocznymi Signerami staje się miłą i otwartą na świat osobą, często przyjaźni się z Ruką i Ruą. Jako Signerka posiadała jedno ze Znamion Pazura Szkarłatnego Smoka. Ma mieszane uczucia do Yuseia, lecz można zauważyć, że go kocha. W ostatnich odcinkach Aki postanawia wyjechać do Europy, by zostać doktorem. Jak sam jej przydomek „Czarna Róża” oznacza, Aki używa szerokiego wachlarzu roślinnych potworów. Często wykorzystuje ich zdolności do zadawania poważnych obrażeń przeciwnikowi. Jej atutową kartą jest Smok Czarnej Róży, który ma dewastacyjną zdolność destrukcji każdej karty na polu, bądź całkowitego wyzerowania punktów ataku przeciwnika.
- Crow – jeden z najlepszych przyjaciół Yuseia, typowy „Robin Hood”, gdyż kradnie karty Sektorowi Ochrony, by je rozdawać biednym dzieciom. Jego rodzice zginęli kiedy był mały, lecz potem gra Duel Monsters szybko przyniosła mu sporą gromadkę przyjaciół, którzy uważali Crowa za bohatera. Swoje przezwisko otrzymał gdyż pierwszą kartą, którą zdobył był „Czarne Skrzydło” (Blackwing). Posiada Ścigacz Walk „Blackbird”, zbudowany przez zmarłego przyjaciela, Roberta Pearsona, oprócz tego zmodyfikował go tak, by mógł przejść w tryb lotu, bazując na legendzie o „Legendarnym Człowieku z Satellite”, który wybudował niedokończony Most Deadalus. Często żre z Jackiem, najczęściej na temat wydawania pieniędzy na drogie rzeczy. Po finałowej walce z Rexem Godwinem otrzymał Znamię Ogona Szkarłatnego Smoka, które wcześniej Yusei posiadał. W przyszłości Crow zostaje członkiem sił policyjnych Nowego Miasta Domino. Crow często wykorzystuje moce kart Czarnych Skrzydeł, potworów przypominających ptaki, z czego większość jest humanoidalna. Jego atutowymi synchro-kartami są Czarne Skrzydło – Mistrz Zbroi, Czarne Skrzydło – Uzbrojone Skrzydło oraz Czarne Skrzydło – Silverwind The Ascendant, choć później używa najpotężniejszej karty, Czarno-Skrzydłowego Smoka, choć nie wiadomo, czy ten smok brał udział w walce sprzed 5000 lat.
- Ruka – cicha i młodsza siostra bliźniaczka Ruy. Osiem lat przed rozpoczęciem serii zapadła w śpiączkę i spotkała Starożytnego Baśniowego Smoka, którego obiecała chronić. Rzadko staje do pojedynku, gdyż rozmowy z duchami potworów wyczerpują jej siły. Jej znamieniem jest jeden ze Pazurów Karmazynowego Smoka. Na końcu serii wyjeżdża z bratem, by pobyć z rodzicami. W przyszłości uczęszcza do wyższej szkoły. Ruka używa talli kart potworów często przypominających istoty z baśni. Jednym z jej ulubionych kart jest żeńska odmiana Kuriboh, „Kuribon”, a jej asem jest Starożytny Baśniowy Smok.
- Rua – starszy brat Ruki, a zarazem dość natarczywy gracz. Często uwielbia Yuseia i Jacka, gdyż jest ich największym fanem. Ze względu na życie swojej siostry jest gotów walczyć dla niej i często jest nadmiernie pewny siebie. Podczas walki z Aporią jego pragnienie ochrony swojej młodszej siostry ponad wszystko uczyniło z niego szóstym Signerem ze Sercem Karmazynowego Smoka. Po walce z Yliasterami, Rua wyjeżdża z Ruką do swoich rodziców, a w przyszłości szybko wspina się na szczeble kariery Turbo Gracza. Rua dysponuje talią kart „Morphtronic”, potworami zdolnymi do transformacji i używania efektów niezależnie od pozycji ataku czy obrony. Jego najsilniejszą kartą jest Uzbrojony Potężny Smok, który w rzeczywistości jest Smokiem Strumienia Życia, zamkniętym w opancerzonym ciele. Podczas walki z Aporią Leo zdobywa tego smoka, którego zdolności potrafią leczyć posiadacza i jego sojuszników.

### Sprzymierzeńcy
- Tetsu Trudge – Oficer Sektora Ochrony, który ma obserwować Satellite. Nie przepada za mieszkańcami, szczególnie za Yuseiem, który go pokonał dwa razy. Jednak z rozwojem akcji nabiera lepszego szacunku to miejscowych. Podkochuje się w Minie, choć bardzo jest zazdrosny, że to Jack jest jej ulubieńcem. Trudge dysponuje specjalną talią kart której strategia opiera się na zablokowaniu Liczników Szybkości przeciwnika i całkowitym uniemożliwieniu manewrów. Jego atutową kartą jest Goyo Guardian.
- Mina Simington – dawna asystentka Rexa Goodwina. Bardzo kocha Jacka i często ma na pieńku z Carly Carmine. W drugim sezonie zostaje szefową Specjalnego Wydziału Ochrony wraz z Trudgem jako jej asystentem.

- Lazar
- Rally Dawson
- Martha
- Bolt Tanner
- Tenzen Yanagi
- Blister
- Greiger
- Carly Carmine
- Duchy Potworów
  - Starożytny Baśniowy Smok
  - Torunka
  - Regulus

- Sherry LeBlanc
- Elsworth
- Kaz
- Kalin Kessler
- Profesor Fudo

### Antagoniści

#### Mroczni Signerzy
- Rex Goodwin
- Roman Goodwin
- Misty Tredwell
- Devack
- Gravy

#### Yliaster
- Z-ONE – główny lider Yliasterów. To on dał Trzem Imperatorom Yliaster karty Cesarzów Meklordów. W rzeczywistości pochodzi z przyszłości, gdzie Ziemia padła ofiarą inwazji Meklordów (którzy zostali stworzeni przez Ener-D, które umiało wychwycić w sercach ludzi żądzę władzy). Często jest pokazywany jako sferyczna maszyna z maską. Kiedy walczył z Yuseiem, okazało się, iż wyglądał jak jego starsza wersja, gdyż w przyszłości przywdział jego tożsamość, by pomóc ludziom (niestety plan nie wypalił). Kiedy Antimony, Aporia i Paradox umarli, Z-one wskrzesił ich jako cyborgów by zrealizować plan nadpisania przeszłości, poprzez zniszczenie Ener-D oraz Nowego Domino City. Po ostatecznej konfrontacji z Yuseiem zrozumiał swój błąd i poświęcił się by zniszczyć Boską Świątynię (Divine Temple albo inaczej Arc Cradle), która miała zniszczyć miasto. Z-ONE dysponował potężną talią kart Archetypu „Timelord”, ogromnych kart zrobionych z kamiennych tablic. Jego strategią jest bezpośrednie przyzywanie potężnych potworów za pomocą kart-pułapek oraz zadawanie obrażeń przeciwnikowi poprzez ich efekty. Poza tym posiada karty-pułapki, które może aktywować z ręki. Głównymi kartami jest 10 Timelordów, wielkich maszyn, które mogą pozostać na polu przez jedną turę. Jego najpotężniejszy as to „Sephylon, Ostateczny Timelord”.
- Aporia - cyborg z przyszłości, a zarazem jeden z czterech ostatnich ludzi, którzy przetrwali eksplozję Ener-D oraz rzeź Meklordów. Na skraju swojego życia poprosił Z-ONE, by wskrzesił go w postaci trzech inkarnacji jego samego: Jakoba, Primo i Lestera. Trzy jego inkarnacje, znane też jako Trzej Imperatorzy Yliaster, są w rzeczywistości trzema jego „rozpaczami”, momentami, które były jego najstraszniejszymi. Na końcu WGPR cała trójka ponownie stała się jedną osobą, Aporią. W konfrontacji z Drużyną 5D's został pokonany przez Yuseia, a jego ciało było bardzo złym stanie. Jednak kiedy Z-ONE go naprawił, stanął do walki z Jackiem, Leo i Luną, by chronić Boską Świątynię, lecz i tam spotkał się z porażką. Dowiedziawszy się o „nadziei”, jaką w sobie zespół nosił, Aporia zdecydował stawić czoła Z-ONE, lecz przegrał mecz, co zakończyło jego żywot. W Turbo-Pojedynku dysponował talią kart „Cesarzów Meklordów”, robotów stworzonych, by absorbować Synchro-Potwory, a jego najpotężniejszą bronią był Meklord Astro Mekanikle. W normalnym pojedynku Aporia walczył też talią Meklordów, lecz wyposażonych w mniejsze jednostki oraz najsilniejszego potwora „Smoka Meklorda Astro Asterisk”.
- Jakob (Jose) - defacto lider Yliasterów. Inkarnacja Aporii ze starszych lat oraz wcielenie rozpaczy przez bycie ostatnim człowiekiem na Ziemi. Jego talia składa się z 5 części Cesarza Meklorda Granela, którego Punkty Ataku i Obrony są równe jego Punktom Życia.jak
- Primo (Placido) - nastoletni członek grupy Yliasterów. Inkarnacja Aporii z młodzieńczych lat oraz wcielenie rozpaczy przez utratę swojej dziewczyny. Posiada miecz, który potrafi otwierać portal, oraz służyć jako futurystyczny Dysk Walk. Po klęsce „Ducha” łaknie zemsty na Yuseiu za pokonanie jego Meklorda. Dysponuje Cesarzem Meklordem Wiselem, którego Punkty Ataku są równe sumie punktów Ataku wszystkich połączonych części Meklordów.
- Lester (Luciano) - najmłodszy członek Yliasterów. Inkarnacja Aporii z dziecięcych lat i wcielenie rozpaczy przez utratę rodziny. Często ujawnia swoją sadystyczną osobowość, jest zdolny tworzyć iluzje. Posiada Deskorolkę Walk, która jest „młodszą” wersją Ścigaczy Walk. Dysponuje Cesarzem Meklordem Skielem, którego Punkty Ataku są równe sumie punktów Ataku wszystkich połączonych części Meklordów.
- Paradox - Turbo Gracz, który potrafi przebić się przez bariery czasu i przestrzeni, dzięki czemu jest w stanie podróżować w czasie. Został wysłany w przeszłość, by zniszczyć historię Duel Monsters poprzez wyeliminowanie Maximiliona Pegasusa. Jest głównym antagonistą w filmie „Yu-Gi-Oh! 3D: Bonds Beyond Time”. W czasach Yugiego stanął do walki przeciwko Yami Yugiemu, Jadenowi oraz Yuseiowi. Pomimo przeogromnej potęgi swojej talii „Malefic”, przegrał walkę i zginął, rażony wybuchem połączonej mocy Stardust Dragon, Elemental HERO Neos oraz Dark Magician. Paradox walczył za pomocą talii „Malefic”, która w pewnym sensie jest skorumpowaną i mroczną wersją prawdziwych kart. Jego strategią było wysyłanie oryginalnych potworów na Cmentarz w celu przyzywania mrocznych wersji ich samych, takich jak „Malefyczny Czerwono-Oki Czarny Smok”, czy też „Malefyczny Smok Gwiezdnego Pyłu”. Jego najpotężniejszymi kartami są „Malefyczny Smok Paradox” oraz „Malefyczny Smok Prawdy”, z którym potrafi się fuzjować.
- Antimony/Bruno – pochodzi z przyszłości, został wysłany przez Z-ONE'a, by unicestwić Yuseia. Początkowo jako Bruno udawał przyjaciela młodego Fudo i drużyny 5D'S jak również nauczył Yuseia przywołania Accel Synchro (w przebraniu). Pod koniec odcinka 143-ego wyjawia Yuseiowi swoją prawdziwą tożsamość i cel przybycia do Neo Domino. W pojedynku z nim stosuje nową metodę przywołania - Delta Accel Synchro (zsynchronizowanie trzech synchronicznych potworów). Odnosząc wręcz niemożliwą porażkę zostaje wchłonięty przez czarną dziurę. Przed śmiercią stwierdza, iż w czasie pobytu z 5D'S zrozumiał, że Yusei ocali świat. W czasie walk używał talii Tech Genus.
- Clark Smith
- „Duch”